# Темпањано (Лука)
Темпањано је насеље у Италији у округу Лука, региону Тоскана.
Према процени из 2011. у насељу је живело 135 становника. Насеље се налази на надморској висини од 273 м.